# Eimi Kurita
Pour les articles homonymes, voir Kurita.
Eimi Kurita, née le 2 mai 1989, est une karatéka américaine surtout connue pour avoir remporté la médaille de bronze en kata individuel féminin aux championnats du monde de karaté 2006 organisés à Tampere, en Finlande.

## Biographie
Eimi Kurita commence le karaté à l'âge de six ans en voulant imiter son frère Masazaku, de trois ans son aîné.
À force d'entraînement, elle atteint un niveau qui lui permet de participer à des compétitions hors de son île et de découvrir le reste des États-Unis, dont la Floride, la Californie, la Caroline du Nord ou La Nouvelle-Orléans. Elle enchaîne alors les résultats et obtient deux médailles d'or en août 2005 aux championnats panaméricains de karaté juniors organisés en Uruguay : l'une en kata et l'autre pour une épreuve de kumite. En novembre, quelques mois plus tard, elle remporté également deux médailles aux championnats du monde de karaté juniors et cadets 2005 parmi les cadettes, l'une en or et l'autre en argent.
Un an plus tard, en septembre 2006, elle remporte à nouveau deux médailles d'or en kata et kumite aux championnats panaméricains juniors organisés à Curaçao, dans les Antilles néerlandaises. Puis, en octobre, à Tampere, en Finlande, elle fait partie des plus jeunes compétiteurs des championnats du monde seniors mais remporte tout de même la médaille de bronze du kata individuel féminin en atteignant les quarts de finale, au terme desquels elle s'incline face à Sara Battaglia, avant de s'imposer face à la Vénézuélienne Yohana Sánchez et à la Finlandaise Miia Nietosvuori Kulmala, pourtant à domicile, durant la phase de repêchages. Elle monte sur le podium enveloppée du drapeau américain.

## Palmarès
| Résultat | Date                | Épreuve                   | Catégorie | Compétition                                  | Ville hôte                               |
| -------- | ------------------- | ------------------------- | --------- | -------------------------------------------- | ---------------------------------------- |
| [ 4 ]    | Août-septembre 2005 | Kata individuel           | Cadets    | Championnats panaméricains juniors 2005      | Montevideo, en Uruguay                   |
| [ 5 ]    | Août-septembre 2005 | Kumite individuel - 60 kg | Cadets    | Championnats panaméricains juniors 2005      | Montevideo, en Uruguay                   |
| [ 6 ]    | 11 novembre 2005    | Kata individuel           | Cadets    | Championnats du monde juniors et cadets 2005 | Limassol, à Chypre                       |
| [ 6 ]    | 11 novembre 2005    | Kumite individuel - 60 kg | Cadets    | Championnats du monde juniors et cadets 2005 | Limassol, à Chypre                       |
| [ 7 ]    | Septembre 2006      | Kata individuel           | Cadets    | Championnats panaméricains juniors 2006      | Curaçao, dans les Antilles néerlandaises |
| [ 8 ]    | Septembre 2006      | Kumite individuel - 60 kg | Cadets    | Championnats panaméricains juniors 2006      | Curaçao, dans les Antilles néerlandaises |
| [ 9 ]    | 15 octobre 2006     | Kata individuel           | Seniors   | Championnats du monde 2006                   | Tampere, en Finlande                     |